# Amazonka
Amazonka (španělsky Río Amazonas, portugalsky Rio Amazonas, v domorodých jazycích Parana Tinga [Bílá řeka] nebo Parana Guasu [Velká řeka]) je nejvodnatější a nejdelší řeka na Zemi. Nachází se v rovníkové oblasti Jižní Ameriky.

## Geografická charakteristika
Řeka pramení v Peru a stéká ze svahů And do peruánské části Amazonské nížiny. Její tok dále tvoří relativně krátkou hranici mezi Peru a Kolumbií a nakonec pokračuje do Brazílie (Amazonas, Pará, Amapá), kde napříč jejím územím teče ve směru západ-východ do Atlantiku. Je nejvodnatější, nejdelší a má největší povodí ze všech řek na Zemi. Udávaná velikost povodí se pohybuje v různých zdrojích od 6 915 000 do 7 180 000 km². To zabírá 40 % světadílu, přičemž podstatná část jejího toku protéká Amazonským deštným pralesem. Délka se rovněž v různých pramenech liší podle zdrojnice a to od 6 296 km (Marañón) do 7 062 km (Ucayali). Převážná část povodí se nachází v Brazílii, kde se část toku od soutoku zdrojnic k soutoku s Rio Negro nazývá Solimões. Jihozápadní a západní část povodí se nachází na území Bolívie, Peru, Ekvádoru a Kolumbie. Povodí je ohraničeno východními svahy And, jižními svahy Guyanské vysočiny a severními svahy Brazilské vysočiny. Vyplňuje Amazonskou nížinu, která je jednou z největších nížin na světě. Základní tok prochází ze západu na východ mezi rovníkem a 5° jižní šířky, což je oblast s největším množstvím srážek (1 500 až 3 000 mm), které jsou rovnoměrně rozloženy v průběhu roku. Má průtok 219 000 m³/s. U soutoku zdrojnic je šířka řeky 2 km, na středním toku 5 km, na dolním 15 až 20 km a před ústím 80 až 150 km. Hloubka řeky je na středním toku 70 m, u Óbidosu 135 m a v ústí 15 až 45 m.

## Průběh toku

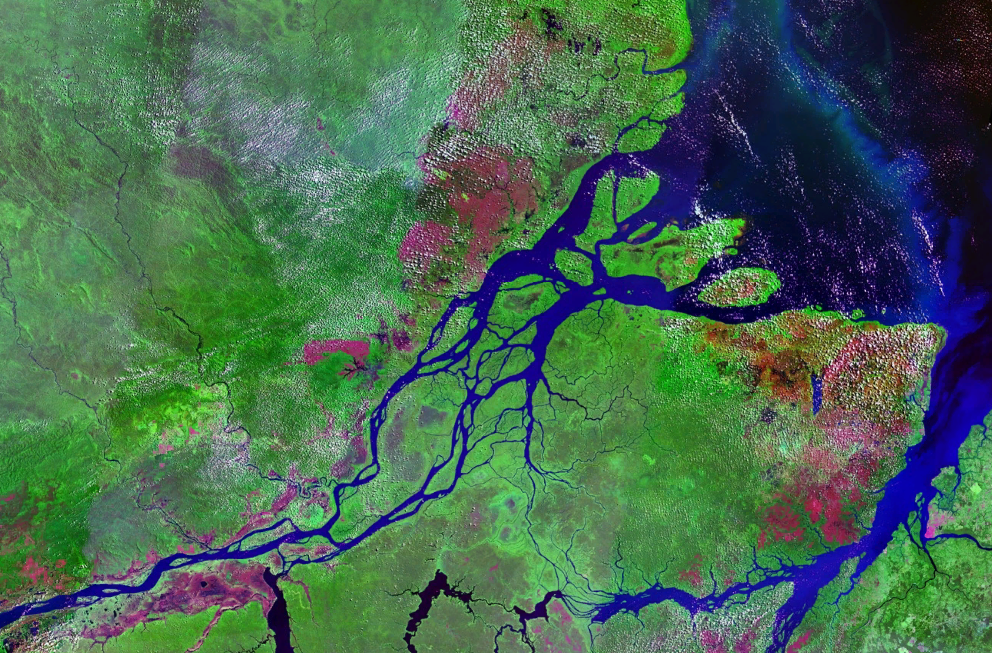
Delta Amazonky

Od soutoku zdrojnic Ucayali a Marañón teče Amazonka po rovině, která je často bažinatá a pokrývá ji tropický deštný les. Koryto je lemováno nízkými břehy, které klesají k vodě ve třech stupních. Horní stupeň (terra firma) je nezatápěný břeh, který je tvořený základním sklonem údolí, je vysoký 50 m i více a pod ním se nachází říční úval. Střední stupeň (varzea) je část úvalu zatápěná při velkých vzestupech hladiny řeky. Dolní stupeň (igapo) neboli bažina je zatápěna při běžných vzestupech hladiny. Pod soutokem s Rio Negro (tzv. Encontro das Águas) se údolí rozšiřuje na 80 až 100 km a jen u měst Óbidos a Santarém se o něco zužuje. Povrch úvalu je členěn mnohými rameny a průtoky. Nacházejí se zde četná jezera a stará ramena. Podél koryta se táhnou nízké valy. Ve vzdálenosti 350 km od Atlantského oceánu začíná delta Amazonky, která je svou rozlohou 100 000 km² jednou z největších na světě. Převážná část vody odtéká severovýchodními rameny a jen menší část odtéká jižním ramenem Pará. Mezi ním a hlavními rameny se nachází jeden z největších říčních ostrovů Marajó.

## Největší přítoky

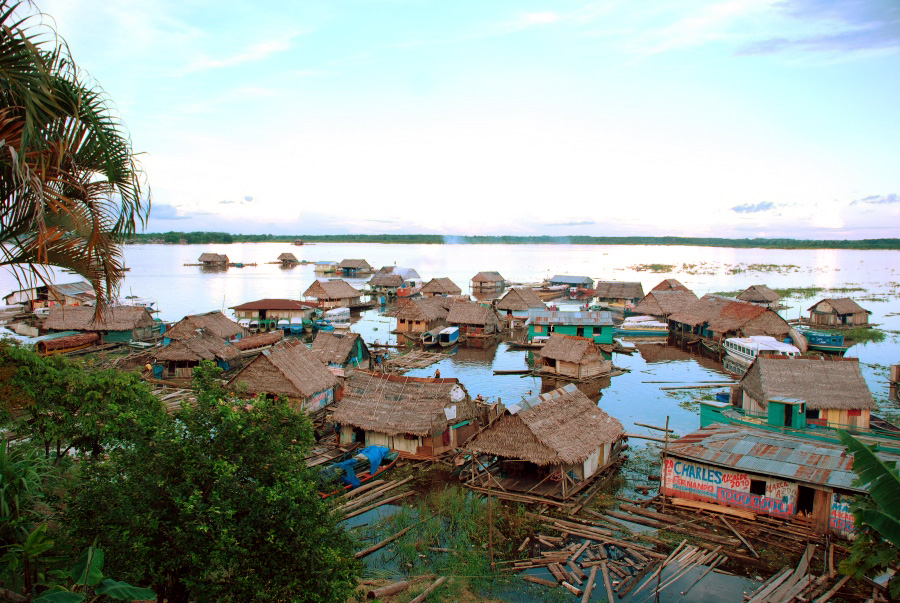
Plovoucí vesnice nedaleko Iquitosu

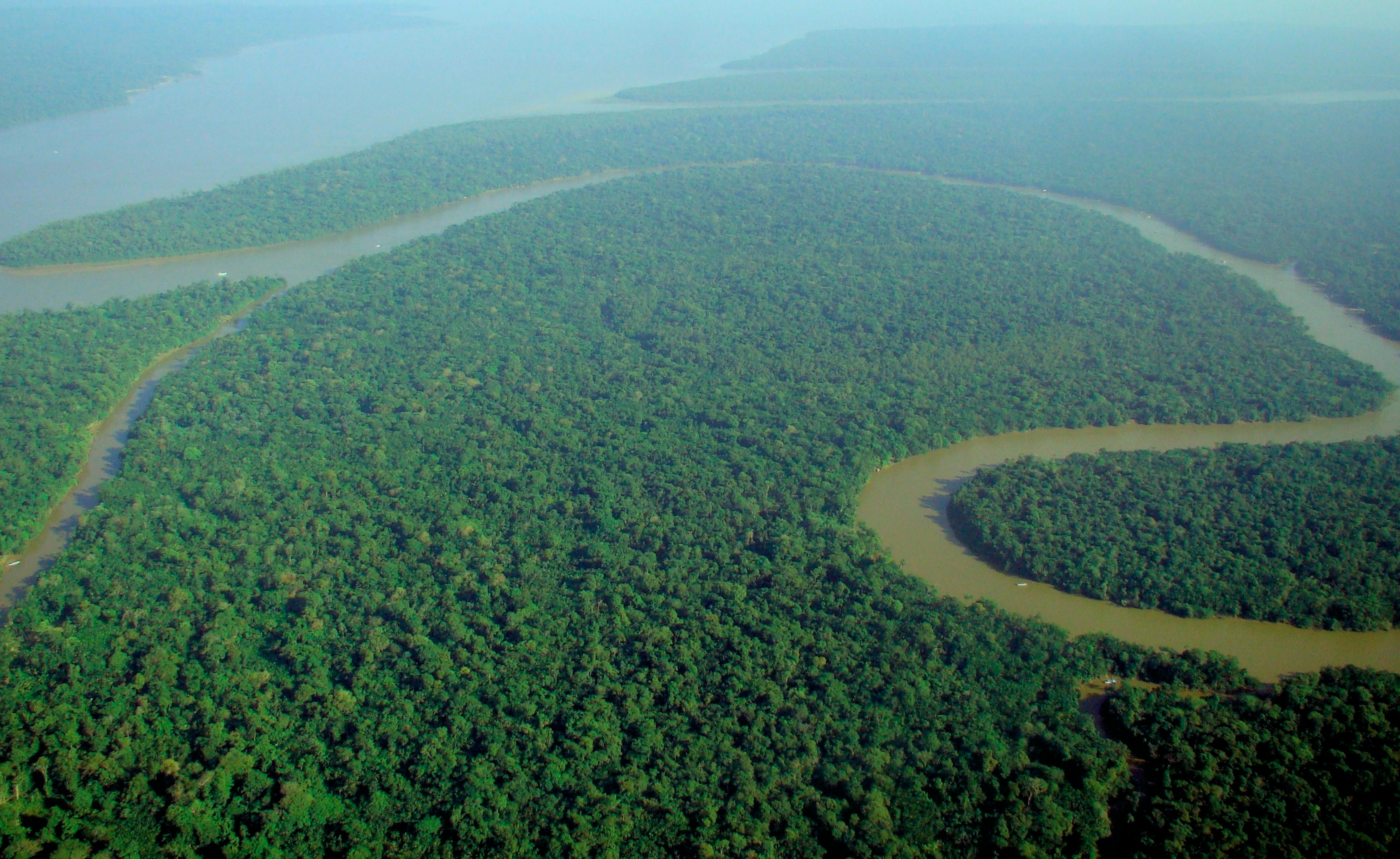
Amazonka a její přítoky

Amazonka má více než 1 000 větších přítoků. Přibližně dvacet z nich představuje velké řeky o délce 1 500 až 3 000 km. Jsou to postupně:
- zdrojnice
  - zprava Ucayali (Tambo (–Ene–Apurímac–Hornillos–Lloqueta–Carhuasanta), Urubamba)
  - zleva Marañón (Morona, Pastaza, Huallaga, Tigre)
- Solimões
  - zprava Javari, Jandiatuba, Jutaí, Juruá, Coari, Purus
  - zleva Nanay, Napo, Içá/Putumayo, Japurá, Rio Negro (Rio Branco a Casiquiare)
- Amazonka
  - zprava Madeira, Tapajós (Juruena), Xingu
  - zleva Uatuma, Trombetas, Paru, Jari
- Pará
  - Tocantins (Araguaia)

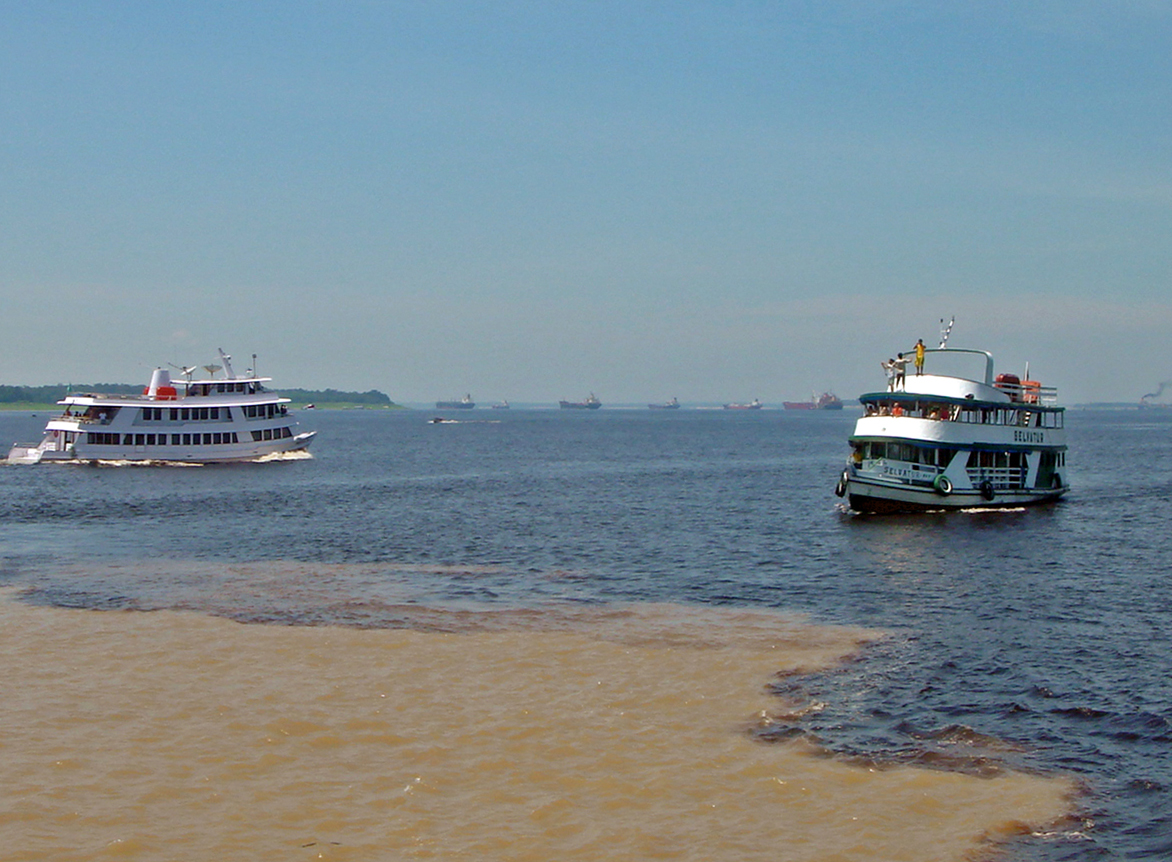
Lodní doprava nedaleko města Manaus

Ačkoliv je obecně za hlavní „tok“ Amazonky považována větev Ucayali, která je delší, Marañón je vodnější.
Řeky (přítoky) v povodí Amazonky dle délky toku:
1. 3 379 km – Purus
2. 3 280 km – Juruá
3. 3 239 km – Madeira
4. 2 820 km – Japurá
5. 2 750 km – Tocantins
6. 2 575 km – Araguaia (přítok Tocantinsu)
7. 2 250 km – Rio Negro
8. 2 100 km – Xingu
9. 1 900 km – Tapajós
10. 1 749 km – Guaporé (přítok Mamoré)Amazonka a její přítoky
11. 1 600 km – Ucayali
12. 1 575 km – Içá/Putumayo
13. 1 415 km – Marañón
14. 1 300 km – Iriri (přítok Xingu)
15. 1 240 km – Juruena (přítok Tapajós)
16. 1 200 km – Tapájos
17. 1 130 km – Madre de Dios (přítok Madeiry)
18. 1 100 km – Huallaga (přítok Marañónu)

## Vodní režim

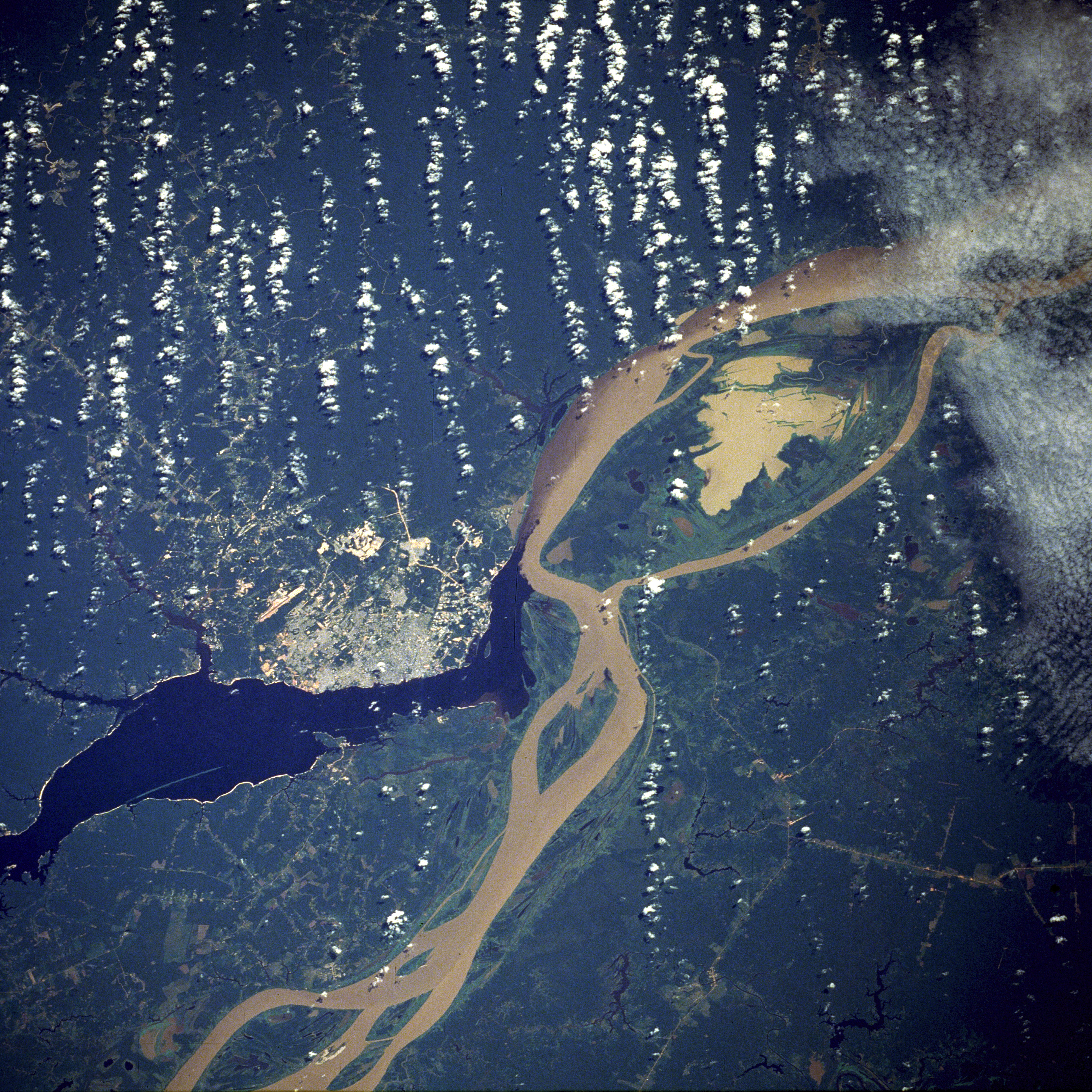
Soutok Amazonky a Rio Negro

Amazonka má složitý a svérázný vodní režim. Má vysoký stav vody po celý rok. Pravé přítoky, jejichž povodí jsou na jižní polokouli, a levé přítoky, jejichž povodí jsou na severní polokouli, se navzájem doplňují ve svých stavech vody v průběhu roku. Vysoké stavy vody jsou v létě, což je na severní polokouli od dubna do října (levé přítoky) a na jižní polokouli od října do března (pravé přítoky). Tím je sezónní kolísání průtoku u Amazonky vyrovnáno. Jižní přítoky dosahují nejvyšší vodnosti v květnu až v červenci a v srpnu a v září jejich hladina klesá. Maximální průtok dosahuje 300 000 m³/s i více. Žlutá barva vody z řeky je pak pozorována až 300 km od pobřeží v Atlantském oceánu. Při nízkém stavu vody klesá průtok na 70 000 až 80 000 m³/s. Průměrný roční průtok činí 175 000 m³/s a celkový roční odtok z povodí je přibližně 5 520 km³. Na Amazonku tak připadá 15 až 17 % celkového ročního odtoku všech řek na Zemi. Každý rok odnese ze svého povodí více než 1000 Mt pevného materiálu. Na režim řeky na dolním toku má vliv také příliv, který postupuje proti proudu až do vzdálenosti 1 400 km. V oblasti ústí způsobuje příliv tzv. hlomozivou vodu, která představuje prudkou vlnu vysokou 4 až 5 m, která se rychle a s duněním valí po řece a zatopuje a rozrušuje břehy. V jednom z indiánských nářečí se tato vlna nazývá amazunu a je možné, že od tohoto slova pochází současný název řeky. Jinou možností vzniku názvu je, že když v roce 1541 na výpravě po toku jihoamerické řeky objevil setník Francisco de Orellana indiánský kmen, kterému v roli náčelnice vládla žena, nazval tento dobyvatel řeku Amazonkou.
Každý z přítoků přispívá k rychle rostoucímu průtoku vody v řece. Přítoky se neliší jen svou šířkou a vodností, ale také barvou vody, která je závislá především na oblasti a stáří pohoří, kde jednotlivé přítoky pramení. Rio Negro je poměrně čistá a zabarvená do černa, Rio Branco mléčně bílá, jiné přítoky jsou žluté, šedé, zelené nebo červené. Na soutoku s Rio Negro dochází k velmi pomalému mísení žluto-šedé Amazonky a čisté černě zabarvené vody z Rio Negro. Několik desítek kilometrů má potom řeka dvě barvy – černou u levého břehu a žluto-šedou u pravého břehu.

## Flóra a fauna

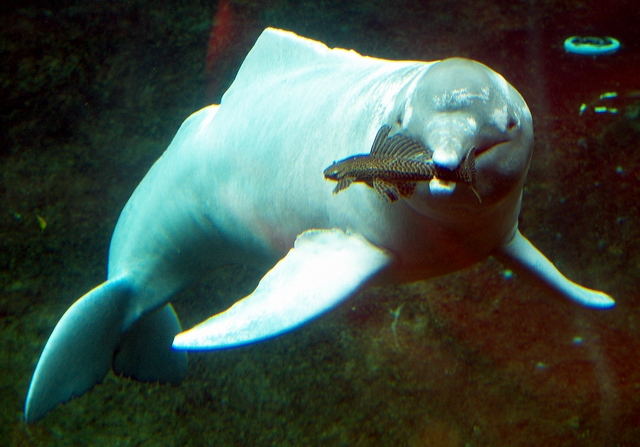
Delfínovec amazonský

Rostlinný i živočišný svět Amazonky je velmi bohatý. V jezerech a průtocích roste obří leknín viktorie královská, jejíž listy dosahují obrovských rozměrů. Ze savců žije v ústí kapustňák jihoamerický a v celém povodí delfínovec amazonský. Z ryb zde žije ⅓ celosvětové sladkovodní fauny (2 000 druhů). Arapaima velká dosahující délky až 4 m má průmyslový význam. Charakteristická je také dravá ryba piraňa. Žijí zde také rejnoci, úhoři, hadi a krokodýli.

## Hospodářské využití
Spolu se svými přítoky představuje Amazonka největší systém vnitrozemských vodních cest na světě o délce více než 25 000 km. Hlavní tok (Amazonka, Solimões, Marañón) je splavný v délce 4 300 km až k soutěsce Pongo de Manseriche. Až do Manausu (1 690 km) je splavný i pro velké oceánské lodě. Nejvýznamnější přístavy jsou Belém na jižním rameni delty Pará, Santarém, Óbidos, Manaus v Brazílii a Iquitos v Peru. Hydroenergetický potenciál je obrovský, ale jeho využití není velké.

## Historie
Ústí Amazonky bylo objeveno Španělem Vicente Yáñez Pinzónem v roce 1500, který řeku pojmenoval Rio Santa Maria de la Mar Dulce [řeka svaté Marie sladkého moře], protože ještě desítky kilometrů od břehu byla voda v moři sladká. První cestu po řece podnikl jiný španělský conquistador Francisco de Orellana v roce 1541. První vědeckou cestu pak uskutečnil francouzský vědec Charles Marie de La Condamine v letech 1743–44. Základní průzkum oblasti pramenů řeky provedla německo-peruánská expedice v roce 1955.
O první plavbě, kterou uskutečnil capitán Orellana (1541-42), se dochovala zpráva, kterou sepsal přímý účastník plavby, dominikán Gaspar de Carvajal. Bývá publikováno pod názvem Descubrimiento del río de las Amazonas, ačkoliv rukopis samotný pojmenovává řeku, na počest capitána, řekou Orellana.
Capitán Orellana se připojil k výpravě Gonzala Pizarra, která již dva roky hledala skořicové stromy a zemi El Dorado, severovýchodně od Quita. Na planinách pod městy Pasto a Popayan nechal Pizarro postavit loď, by mohlo vojsko přeplouvat řeku Putumayo a hledat na druhé straně jídlo. Dále sestoupili všichni asi 50 km po proudu řeky, zatímco loď vezla zbraně, nářadí a vybavení pro koně, které zahrnovalo kovárnu a železné tyče. Zde si Orellana půjčil loď a s dalšími 57 muži se vydal hledat jídlo dále po proudu. To se událo zhruba na Vánoce roku 1541. Orellana však dlouho žádné jídlo nenacházel, až už byl s lodí tak daleko, že se nemohl k výpravě Gonzala Pizarra vrátit. A tak se rozhodl pokračovat dál po řece až k Severnímu moři (Mar de Norte - Atlantic), které na konci řeky očekával.
Posádka cestou postavila ještě jednu loď, větší, a tak s dvěma loděmi dospěli nakonec k deltě Amazonky. Dále se plavili podél pobřeží na sever, kolem delty Orinoca, až přistáli na ostrově Cubaqua, kde bylo španělské město. To se stalo 9 a 11. září roku 1542. Dvě data připlutí jsou uvedena proto, že při plavbě nad ostrovem Trinidad se lodi v noci sobě ztratily. A tak doplula každá o samotě, s přesvědčením, že ta druhá je ztracena

## Výzkumy českých badatelů

### Samuel Fritz

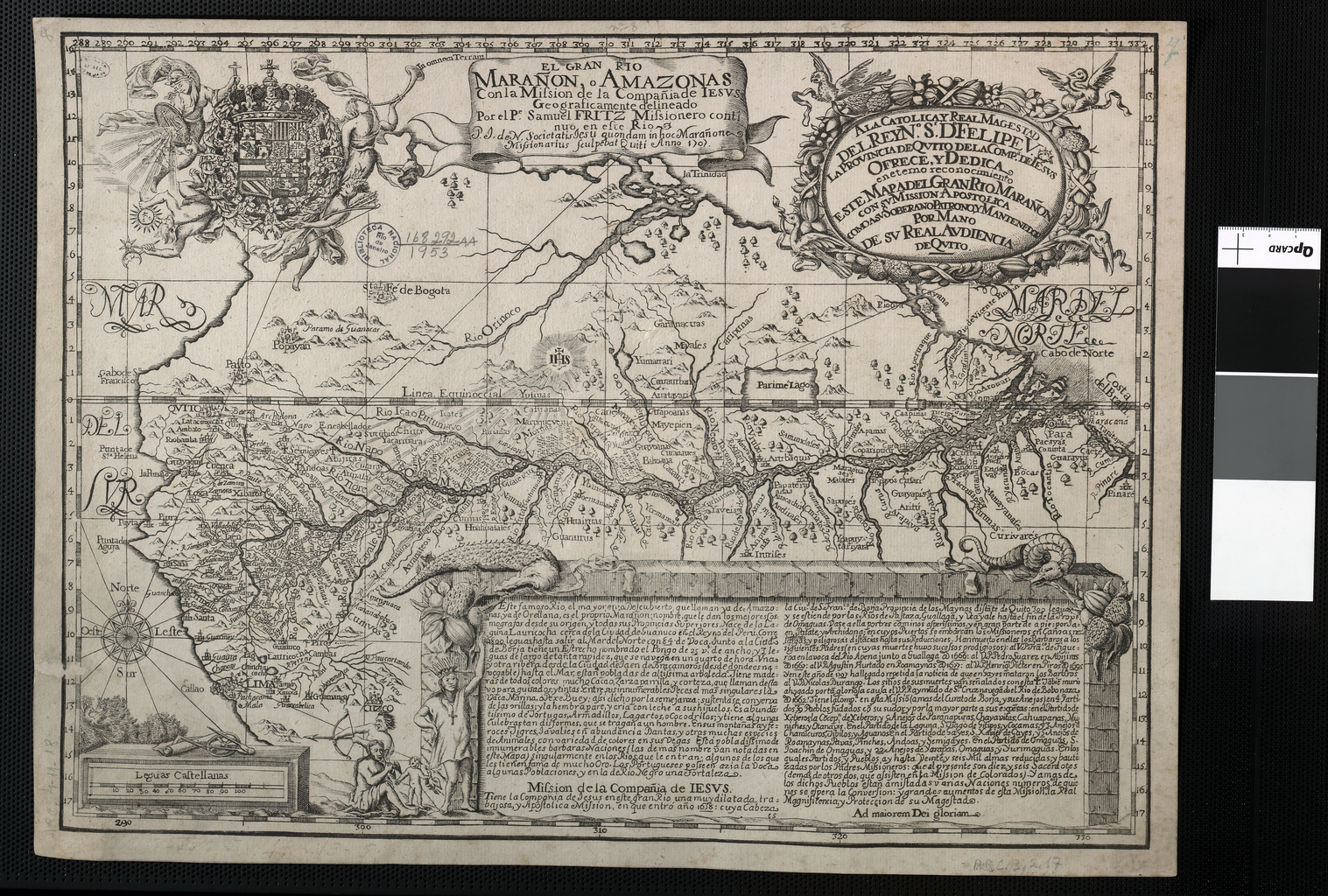
Fritzova mapa Amazonky – vydání z roku 1707

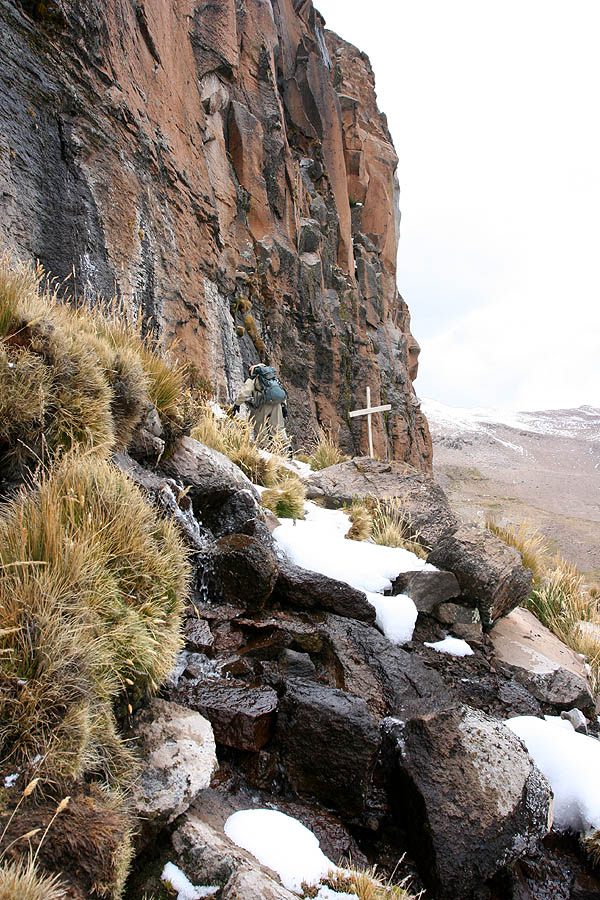
Pramen Carhuasanty pod Nevado del Mismi

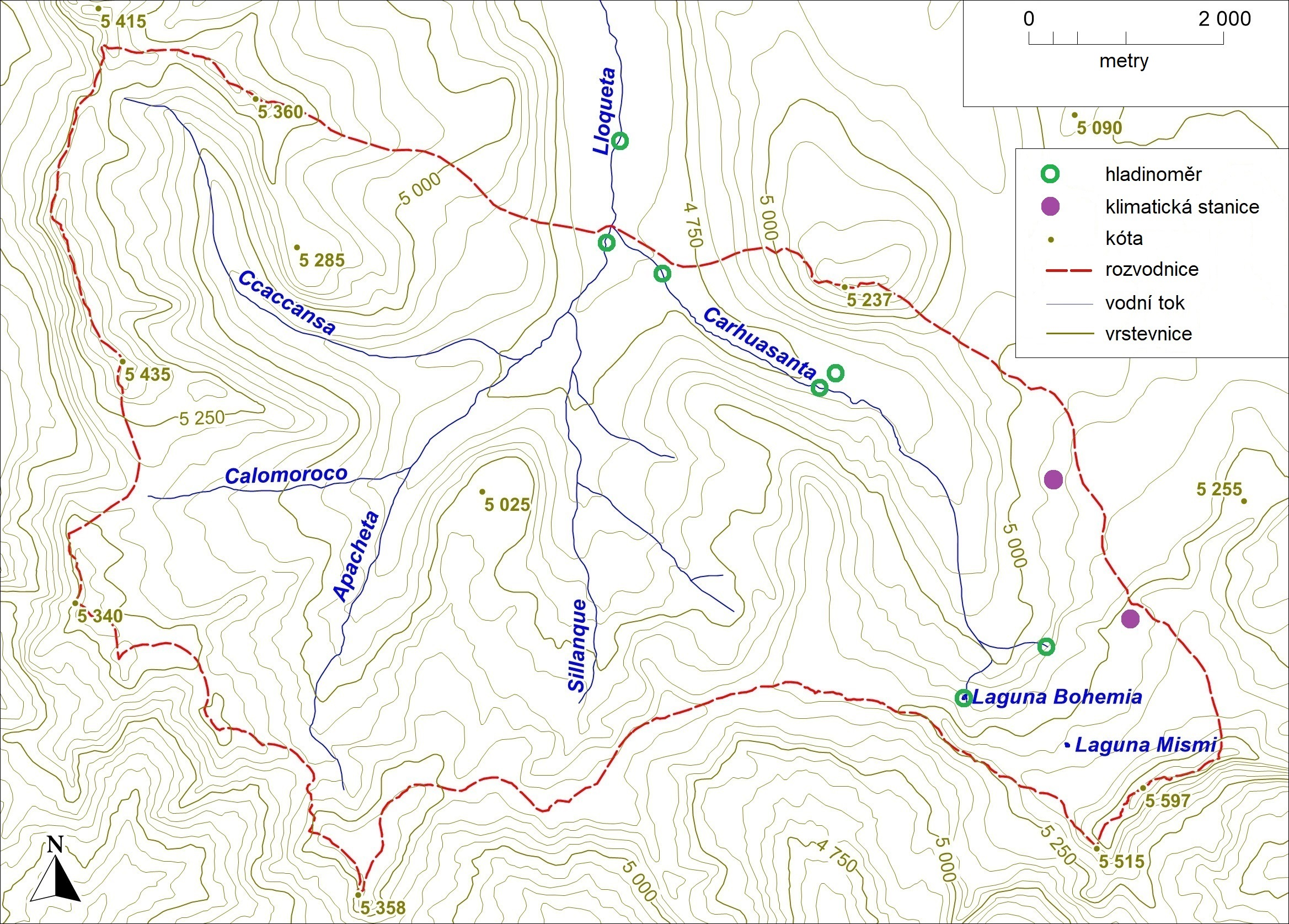
Mapa pramenné oblasti Lloquety, zdrojnice Amazonky se zakreslenými měřicími stanicemi

Jedním z prvních českých výzkumníků byl trutnovský rodák Samuel Fritz – cestovatel, kartograf a úspěšný jezuitský misionář. V letech 1689–1694 zmapoval značnou část toku řeky. Výsledkem jeho práce byla první podrobná mapa Amazonky, která vyšla tiskem v roce 1707. Původní Fritzova mapa má rozměry 126 × 46 cm a odpovídá přibližně měřítku 1 : 4 000 000 .

### Bohumír Janský
Výzkum a hledání pramene Amazonky v oblasti zdrojnic řeky Lloquety (–Apurímac, –Ucayali, Amazonka) prováděl v letech 1999 a 2000 vědecký tým prof. Bohumíra Janského z Přírodovědecké fakulty Univerzity Karlovy. Výsledkem expedic nazvaných Hatun Mayu bylo zmapování čtyř hlavních pramenných toků řeky Lloquety – jednalo se o řeky Carhuasanta, Apacheta, Ccaccansa a Sillanque. Provedené výzkumy zjistily, že nejdelší a plošně největší povodí má Carhuasanta, největší vodnost Apacheta a nejvyšší nadmořskou výšku pramene řeka Ccaccansa. Nejvzdálenějším místem povodí od ústí Amazonky do Atlantiku je vrchol hory Nevado del Mismi, z něhož odtéká voda do povodí Carhuasanty. Ze čtyř hlavních kritérií pro určení hlavního pramene splňuje dvě řeka Carhuasanta. Zjištěné rozdíly však byly minimální a proto doc. Janský navrhl hovořit o čtyřech pramenných tocích řeky Lloquety (a celé Amazonky).